# 南峪镇
南峪镇，是中华人民共和国河北省石家庄市井陉县下辖的一个乡镇级行政单位。

## 行政区划
南峪镇下辖以下地区：
南峪村、地都村、王家岩村、张家峪村、岸底村、西梁洼村、张家洼村、北峪村、台头村、常坪村、贵泉村、东葛丹村和西葛丹村。

## 中国传统村落
- 地都村